# St. Johannes der Täufer (Schweisdorf)

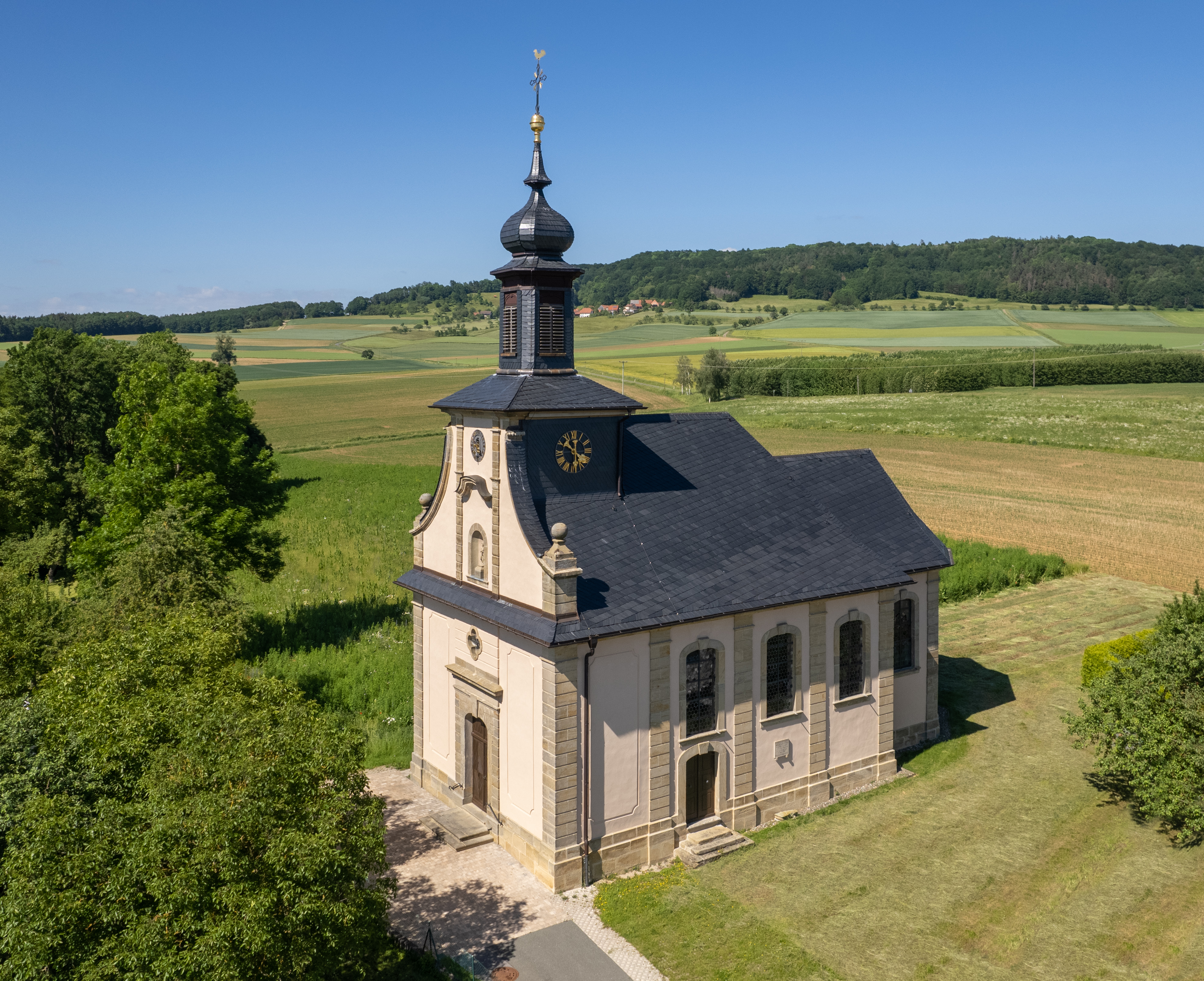
St. Johannes der Täufer in Schweisdorf

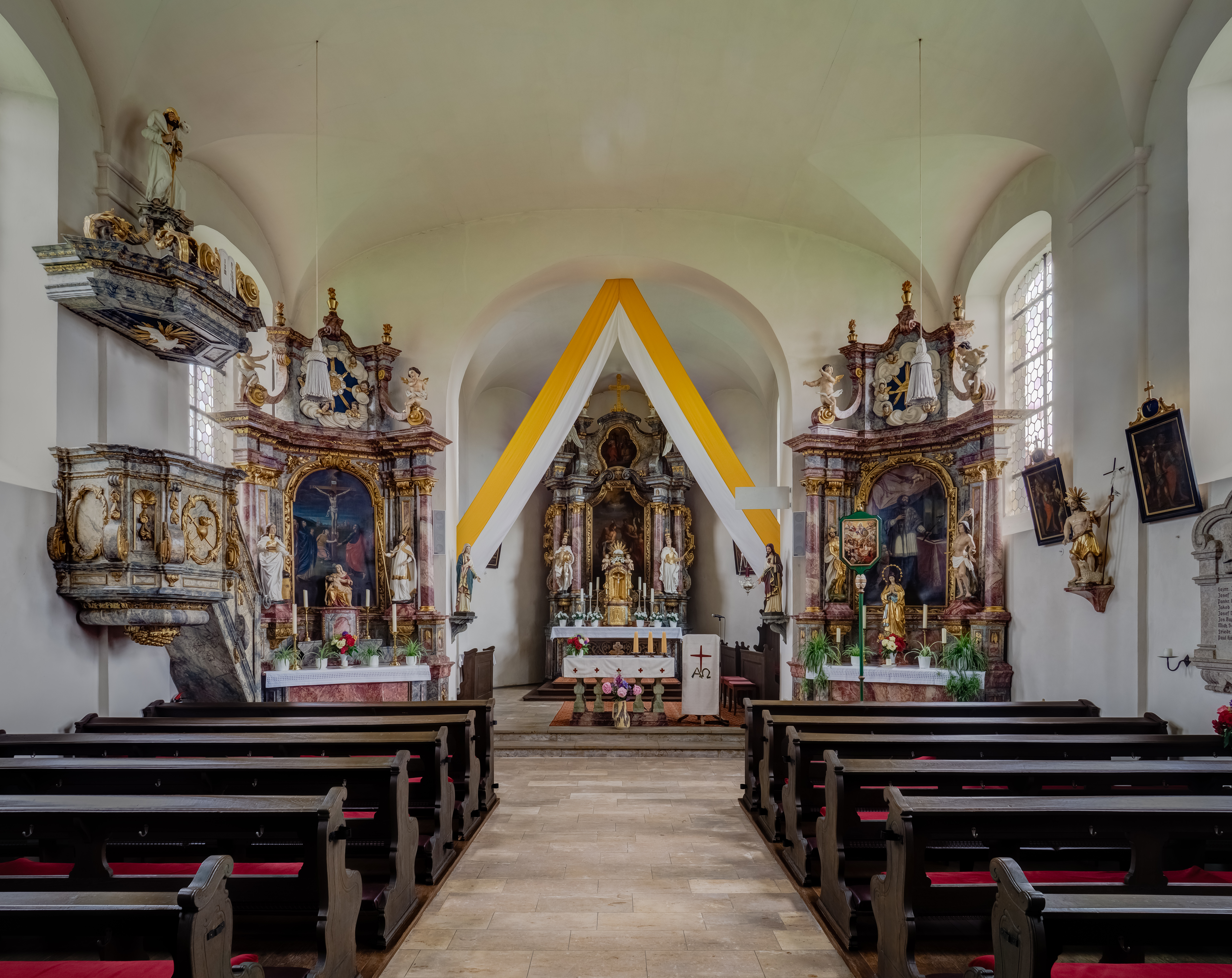
Innenraum

Die römisch-katholische, ehemalige Wallfahrts und Filialkirche St. Johannes der Täufer steht in Schweisdorf, einem Gemeindeteil der Stadt Scheßlitz im oberfränkischen Landkreis Bamberg (Bayern). Die denkmalgeschützte Kirche wurde 1754 gebaut und 1862 bis 1867 vom Johannishof bei Oberhaid nach Schweinsdorf transloziert. Sie gehört zur Pfarrei Scheßlitz im Dekanat Bamberg des Erzbistums Bamberg.

## Beschreibung
Die barocke Kapelle wurde 1754 im Auftrag des Bamberger Katharinenspitals nach Plänen von Johann Jakob Michael Küchel für Johannishof anstelle eines baufälligen Vorgängerbaus errichtet. Nach der Säkularisation ging die Kirche in den Besitz des Bayerischen Staates über, der sie 1859 für 250 Gulden nach Schweisdorf verkaufte. Sie wurde 1861 abgebrochen und nach Schweisdorf ausschließlich der Kirchenausstattung transloziert. Die drei Altäre, die Kanzel und der Beichtstuhl waren Eigentum der Stadt Bamberg und wurden 1860 für 60 Gulden erworben. Am 18. Juni 1867 weihte der Bamberger Erzbischof Michael von Deinlein das Gotteshaus.
An das von einem Satteldach überspannte Langhaus schließt sich im Osten ein eingezogener, dreiseitig geschlossener Chor an. Lisenen aus Sandstein gliedern die Fassade. Den westlichen Abschluss bildet eine Dachreiterfassade mit dem Dachturm, der die Turmuhr beherbergt. Von den drei Kirchenglocken war nach dem Zweiten Weltkrieg nur noch eine vorhanden, die beiden abgelieferten wurden 1948 und 1949 durch neue von der Glockengießerei Grüninger ersetzt. Den Mittelpunkt des Innenraums bildet der Hochaltar, dessen Altarretabel Johannes bei der Taufe Jesu im Jordan zeigt. Die von Johann Wolf gebaute Orgel wurde 1898 aufgestellt.